# Pietro Grocco
Pietro Grocco est un médecin italien né le 27 juin 1856 à Albonese et mort le 12 février 1916 à Courmayeur.

## Biographie
Pietro Grosso était petit, laid, atteint de strabisme, négligé et profondément mélancolique mais doté d'un immense charisme intellectuel et professionnel. Orienté vers des études supérieures par un oncle aimant et prêtre, Don Giuseppe Grocco, il obtient son diplôme en médecine à Pavie où il est élève de Francesco Orsi puis son doctorat dans la même ville en 1879. Il étudie ensuite à Paris, à l'école de Jean-Martin Charcot, et à Vienne, tout d'abord à l'Institut dirigé par Hermann Nothnagel, puis au cabinet d'électrothérapie du Professeur Moriz Rosenthal où il approfondit les aspects neurologiques de nombreuses pathologies.
Il est assistant à l'Institut de médecine clinique de l'Université de Pavie où il obtient un poste de professeur en pathologie et en  propédeutique en 1884. Il est ensuite professeur de médecine clinique à l'Université de Pérouse, de 1884 à 1888, de Pise, de 1888 à 1892, et enfin de Florence, de 1892 à sa mort. Il est le fondateur d'une importante école connue jusqu'à l'étranger avec des élèves de la carrure de Frugoni, Castellani, Pisani, Greppi, Baduel et Raffaello Silvestrini. Opposé à la « médecine philosophique » d'Augusto Murri (it) (il avait l'habitude de dire : « Je fais des médecins, pas des philosophes de la médecine »), il est un adepte convaincu de l'observation attentive et subtile, de l'auscultation, de la percussion du patient dont il évalue d'un œil infaillible les signes sémiologiques et soutient avec décision : « les malades sont nos livres, ils sont nos réactifs, nos préparations, nos animaux de laboratoire ».

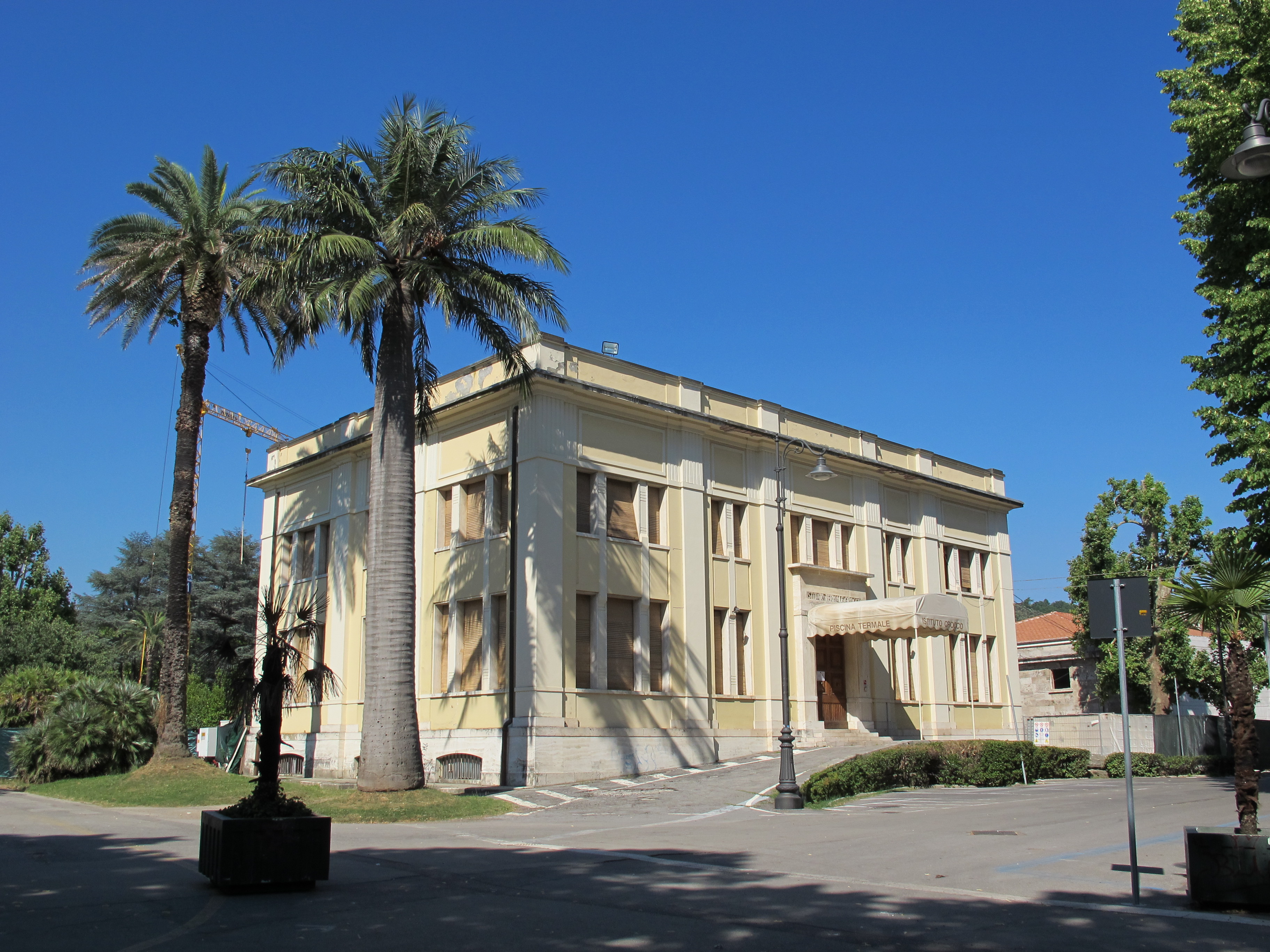
LIstituto termale Grocco à Montecatini Terme.

Nommé en 1892 inspecteur du gouvernement et directeur médical des thermes de Montecatini (it), il revoit et clarifie les règles de la bonne utilisation des eaux et des bains et aménage les sources selon les critères modernes d'hygiène. L'institut thermal de Montecatini porte encore aujourd'hui son nom en reconnaissance de son œuvre.
Il a pour patient le compositeur d'opéra romantique italien Giuseppe Verdi dont il devient le médecin personnel à la mort du Professeur Fedele Fedeli (it) en 1888. Il continue à lui faire « prendre les eaux » aux sources de Montecatini et devient l'ami intime du maestro. Ils se retrouvent parfois le soir pour jouer à la briscola, la signora Verdi, Giuseppina Strepponi, lui recommandant de le laisser gagner pour qu'il ne prenne pas ombrage. Il l'assiste jusqu'au dernier moment et rédige son certificat de décès.
Le 3 décembre 1905 il est nommé sénateur de la XXIIe législature du royaume d'Italie.
Il s'autodiagnostique une tuberculose contractée dans la pratique de sa profession auprès de ses innombrables patients et en prédit le cours funeste en parlant ainsi avec ses plus proches collaborateurs : « quand la tuberculose crée de l'hémoptysie de type paludéen, on en meurt toujours ». Il s'installe à Courmayeur dans un dernière tentative pour alléger ses souffrances : « ou je guéris ou je meurs ».
Pietro Grocco est connu pour avoir créé plusieurs méthodes sémiologiques (parmi lesquelles le triangolo paravertebrale opposto di Grocco (it), le diagnostic de la pleurésie exsudative, et le polso venoso capillare ungueale di Grocco) et pour avoir découvert certaines pathologies (comme le sindrome dello pseudo-reumatismo tubercolare di Grocco-Poncet et le morbo di Erb-Grocco). Son importance est également reconnue pour la délimitation percussive de l'aire cardiaque selon la méthode dite Orsi-Grocco.

## Publications
- Cenni sopra alcune sindromi meno comuni e sulla cura della colelitiasi, Florence, 1901.
- Lezioni di clinica medica, Milan, 1905.